# Diocesi di Cissi
La diocesi di Cissi (in latino Dioecesis Cissitana) è una sede soppressa e sede titolare della Chiesa cattolica.

## Storia
Cissi, identificabile con Djinet nell'odierna Algeria, è un'antica sede episcopale della provincia romana della Mauritania Cesariense.
Sono due i vescovi noti di quest'antica sede episcopale. Resta discussa l'attribuzione del primo di questi due vescovi. Infatti, alla conferenza di Cartagine del 411, che vide riuniti assieme i vescovi cattolici e donatisti dell'Africa romana, presero parte due vescovi donatisti la cui sede, nelle fonti, è molto simile: Quodvultdeus episcopus Cissitanus, e Flavoso episcopus Cicsitanus. Gli autori si dividono: Morcelli, Toulotte e Mandouze assegnano Quodvultdeus alla diocesi di Cissi e Flavoso alla diocesi di Cissita; al contrario, per Mesnage e Ferron, Flavoso fu vescovo di Cissi, mentre Quodvultdeus di Cissita. Dagli atti conciliari si evince che Quodvultdeus era arrivato a Cartagine per la conferenza, ma a causa di malattia, dovette ritornare a casa, ma morì durante il tragitto di ritorno.
Secondo vescovo noto è Reparato, il cui nome appare al 107º posto nella lista dei vescovi della Mauritania Cesariense convocati a Cartagine dal re vandalo Unerico nel 484; Reparato, come tutti gli altri vescovi cattolici africani, fu condannato all'esilio.
Dal 1933 Cissi è annoverata tra le sedi vescovili titolari della Chiesa cattolica; la sede è vacante dal 28 ottobre 2023.

## Cronotassi

### Vescovi
- Quodvultdeus o Flavoso † (menzionati nel 411) (vescovi donatisti)

- Reparato † (menzionato nel 484)

### Vescovi titolari
- Jean de Capistran Aimé Cayer, O.F.M. † (26 maggio 1949 - 13 aprile 1978 deceduto)
- Augusto Vargas Alzamora, S.I. † (8 giugno 1978 - 30 dicembre 1989 nominato arcivescovo di Lima)
- Olindo Natale Spagnolo Martellozzo, M.C.C.I. † (2 febbraio 1990 - 23 luglio 2008 deceduto)
- Enrique Eguía Seguí (4 settembre 2008 - 28 ottobre 2023 nominato prelato di Deán Funes)